# Paul Marion (maire du Havre)
Pour les articles homonymes, voir Marion.
Paul Marion, né le 28 février 1833 à Bolbec (Seine-Inférieure) et mort le 16 juillet 1893 au Havre, est un notaire et homme politique français, maire du Havre de 1886 à 1890.

## Biographie
Né le 28 février 1833 au domicile parental de la rue d'Orteuil, à Bolbec, Nicolas-Alexandre-Paul Marion est le fils de Gratienne-Pauline Marion, née Deheulle, et d'Alexandre-Norbert Marion, notaire.
Fils, petit-fils et arrière-petit-fils de notaire, Paul Marion se destine à son tour au notariat. Licencié en droit en 1856, il est principal clerc chez Me Prestat, à Paris, avant d'être nommé notaire au Havre, en remplacement de Me Dupont, en mars 1861,. Il sera élu plusieurs fois à la présidence de la chambre des notaires de son arrondissement.
En 1864, à Rouen, il épouse Maria-Mathilde-Henriette Vanier. L'une de leurs filles, Marguerite-Blanche Marion, épousera en 1886 le comte Léonce de Larmandie, homme de lettres.
Élu conseiller municipal du Havre en août 1870, Paul Marion devient adjoint et conseiller d'arrondissement après la proclamation de la République. En avril 1871, il mène une délégation d'élus havrais lors d'une vaine tentative de conciliation entre le gouvernement de Versailles et les insurgés parisiens.
Adjoint du maire Jules Siegfried depuis le 28 février 1883, il succède à ce dernier le 21 février 1886.
Le grand événement de son premier mandat de maire est l'Exposition maritime internationale du Havre (1887), au cours de laquelle il est nommé chevalier de la Légion d'honneur.
Réélu à l'issue des élections municipales de 1888, il n'ira pas au bout de son second mandat en raison de problèmes de santé qui le contraignent de démissionner le 17 septembre 1890. Quatre mois plus tard, il cède sa charge notariale à Me Théret.
Il meurt le 16 juillet 1893 à son domicile du no 32 du boulevard de Strasbourg. Au mois d'octobre suivant, le conseil municipal du Havre donne son nom à l'ancienne rue des Abattoirs, qui devient ainsi la rue Paul-Marion.

## Distinctions
- Chevalier de la Légion d'honneur (1887)